# Capitale de la Corée

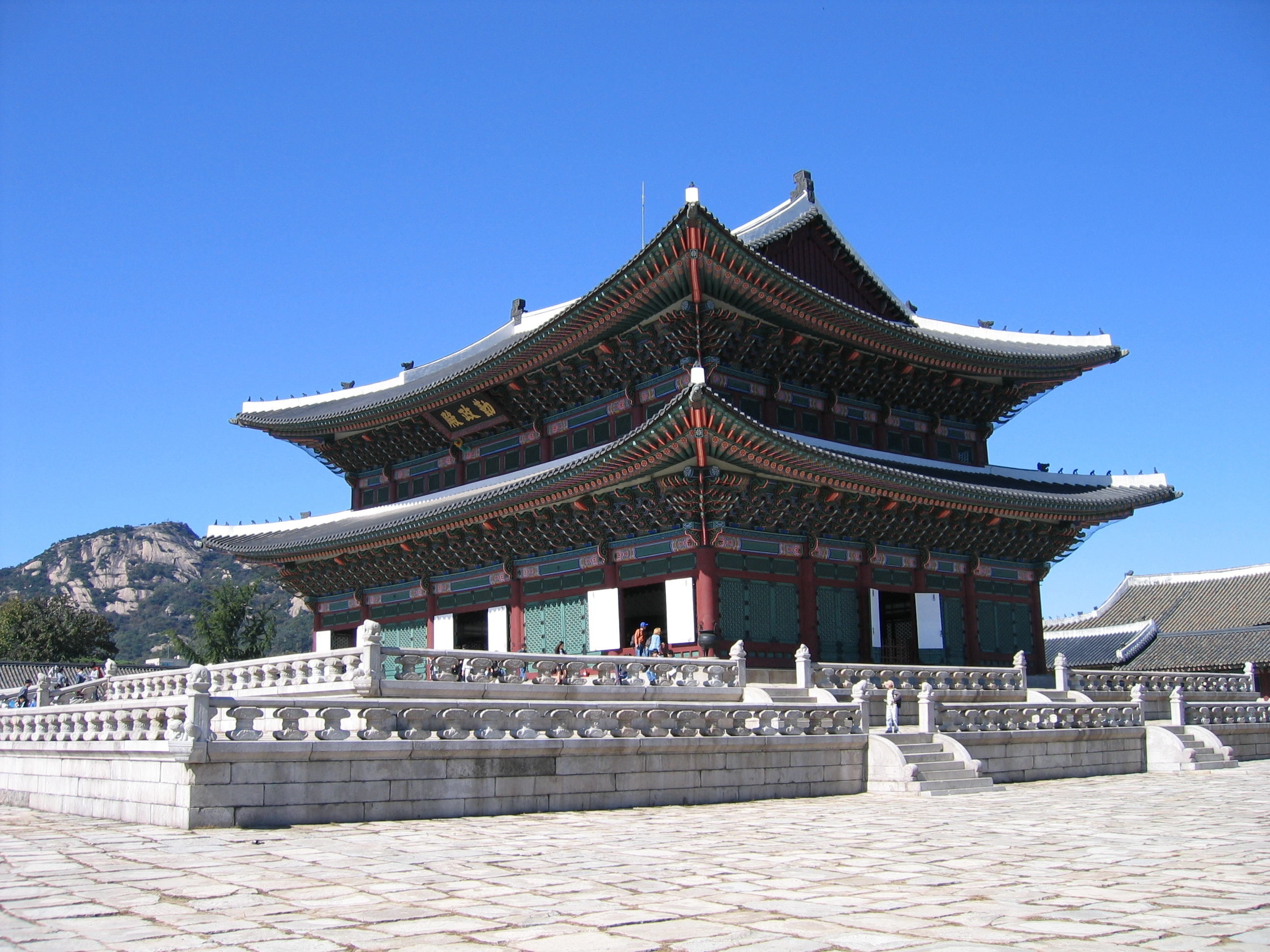
Gyeongbokgung Palace, à Seoul, la capitale actuelle de la Corée du Sud.

Au cours de son histoire, la Corée a accueilli plusieurs États et royaumes, qui ont choisi différentes villes comme capitales. De plus, la plupart des historiens reconnaissent une continuité entre plusieurs royaumes géographiquement situés en Chine actuelle, ou à cheval sur la Chine et la Corée et les deux États présents de la Corée. Cet article analyse l'évolution des capitales des États et royaumes qui se sont succédé jusqu'aux deux États actuels. Il ne couvre pas les capitales provinciales.
La région est aujourd’hui partagée entre la Corée du Nord (république populaire démocratique de Corée) et la Corée du Sud (république de Corée), dont les capitales sont respectivement Pyongyang et Séoul.

## Période Gojoseon (2333av. J.-C.? –108av. J.-C.)
La détermination et la localisation des capitales du royaume Gojoseon, à cheval sur le Liaoning actuel et la région de Pyongyang, peuvent être examinées du point de vue des légendes ou du point de vue de la recherche historique. L'existence de ce royaume n'est en effet attestée qu'à partir du VIIIe siècle av. J.-C. De plus, la localisation des capitales alimente le débat entre ceux qui considèrent qu'il s'agit d'un « royaume coréen », ceux qui affirment que c'était un « royaume chinois » et ceux qui y voient un royaume à la fois chinois et coréen.

### Les légendes: Asadal et Wanggeom-seong
Selon la légende, Hwanung, fils de Hwanin, dieu du ciel et créateur de l’univers, serait descendu du ciel pour régner sur la terre du haut du mont T'aebaek (T'aebaek-san), sans préciser si cette « capitale originelle » est le T'aebaek-san de Mandchourie, en Chine actuelle, ou l'un des au moins quatre monts situés en Corée actuelle et dénommés T'aebaek dans l'antiquité.
Son fils Tangun Dangun aurait été le fondateur de Gojoseon, le premier royaume coréen, sur lequel il aurait régné pendant 1 500 ans. Il aurait établi sa capitale à Asadal, située également dans les monts T'aebaek. Quelques années plus tard, la capitale avait pour nom Wanggeom-seong (en), soit qu’il s’agisse d’un nouveau nom donné à Asadal ou d’une nouvelle capitale située près de l’actuelle Pyongyang.
Renversé par Gija (ou Kija en coréen, Jizi ou Qizi en chinois), placé sur le trône par le roi de Zhou Zhou Wuwang (? 1043 av. J.-C.), Tangun se serait réfugié à Changtang-kyong dans les montagnes. Roi de 1046 à 1043 av. J.-C., Gija et ses descendants auraient régné sur le Gojoseon à partir de Wanggeom-seong.

### L’histoire: le ou les Pyongyang
Pour les historiens, Gojoseon était au VIIIe siècle av. J.-C. une ville fortifiée parmi d’autres, une petite unité politique occupant une petite portion des plaines de la Liao. Dès le IVe siècle av. J.-C., Gojoseon incorporait, par alliance ou par conquête militaire, d’autres États-cités fortifiées et pouvait être qualifié de royaume confédéré, avec une cour résidant dans une véritable capitale, Wanggeom-seong ou Pyongyang. A l’époque, il y avait trois sites différents qui s’appelaient Pyongyang : l’un à l’ouest de la Liao, un second à l’est et le troisième en Corée actuelle. Il est probable que la première capitale était à l’ouest de la Liao et qu’elle ait été transférée à l’est sous la pression des chinois, puis sur le site actuel de Pyongyang en Corée au début du IIIe siècle av. J.-C., quand l’armée du royaume chinois de Yan envahit Gojoseon et chassa ses habitants de la vallée de la Liao.
En 108 av. J.-C., les troupes de l'empereur Wu de la dynastie Han envahirent le Gojoseon. Wanggeom-seong/Pyongyang fut presque entièrement détruite, perdant son titre de capitale. Elle était absorbée par la commanderie chinoise de Lelang dont le siège fut établi à proximité, dans l'arrondissement de Rakrang de Pyongyang. Simple siège d'une des quatre nouvelles commanderies chinoises, il ne s'agissait pas d'une capitale.

## Royaume de Puyŏ (IVesiècleav. J.-C.–494)
Le royaume de Puyŏ était situé en Mandchourie du Nord mais était considéré par les anciens royaumes coréens comme leur royaume d’origine. La capitale du royaume était sur le territoire actuel de la Chine : soit à Buyeoseong, aujourd’hui Nong’an dans la province actuelle du Jilin, soit près de Harbin dans la province du Heilongjiang.

## Les Trois royaumes de Corée (Iersiècleav. J.-C.–VIIesiècle)

### Royaume de Koguryo (37av. J.-C.–668)
Selon le Samguk Sagi, le royaume de Koguryo aurait été fondé par Jumong sur le mont Ohnyeosan (五女山, mont des cinq femmes), aujourd’hui mont Wunu en chinois, dans la région de Jolbon (en), où il aurait établi sa première capitale 37 av. J.-C. – 3 apr. J.-C.).
En l'an 3, le roi Yuri déplaçait la capitale à la forteresse de Gungnae (en), aujourd’hui Ji'an, province du Jilin (3 ap. J.-C. – 209 ap. J.-C.).
La troisième capitale a été Hwando, de 209 à 427, avec plusieurs interruptions. Hwando fut prise et détruite en 244 pendant la guerre entre le Koguryo et le Wei (244-245) ; le roi et la cour durent s'enfuir, poursuivis par les armées de Wei. Après un bref retour, le roi dut s'enfuir à nouveau. Hwando fut détruite à nouveau en 341 et Gogugwon (en), roi de 331 à 371, déplaça temporairement la capitale à Pyongyang.
La quatrième capitale a été Pyeongyangseong (平壤城), aujourd’hui Pyongyang (427 à 668).

### Royaume de Baekje (18av. J.-C.–660apr. J.-C.)
La première capitale était Wiryeseong, actuelle Séoul, de 18 av. J.-C. à 475.
La seconde capitale était Ungjin (ou Gomnaru), aujourd’hui Gongju, province du Chungcheong du Sud de 475 à 538.
La troisième capitale a été Sabi, aujourd’hui Buyeo dans le district de Buyeo, de 538 à 660.

### Royaume de Silla (Iersiècleav. J.-C.–918)
La capitale de Silla était Geumseong (ou Kumsong), renommée Gyeongju en 940, nom qu'elle porte encore aujourd’hui.

### Royaume de Taebong (901-918)
Le royaume de Taebong a été créé par Gung Ye (né vers 869 - 918), un moine bouddhiste et guerrier originaire de Silla, probablement un fils du roi Gyongmun (841-875, roi de Silla de. 861 à 875), mais en révolte contre le royaume.

#### Songak (Song’ak) - aujourd’hui Kaesong (901-905)
En 898, Gung Ye s’emparait de Songak (aujourd’hui à l’emplacement de Kaesong) où il fonde en 901 la capitale du royaume qu'il s'était créé. Cette ville, avait été le centre d'un des petits États à la périphérie de la confédération de Mahan (Ier siècle av. J.-C. - IIIe siècle). Elle s’appelait Busogap du temps du royaume de Koguryo (37 av. J.-C. à 668) et avait fait partie du royaume de Beakje (18 av. J.-C. à 660) pendant un siècle jusqu’en 475, quand le roi Changsu Wang occupa l’ensemble de la vallée du fleuve Han, y compris la capitale du Baekje. En 555, les armées de Silla s’emparaient de la ville qui était renommée Song'ak-gun. Selon le Samguk Sagi, la ville s’appelait Song’ak (송악; 松嶽) lorsqu’un château y fut construit en 694.
À l’origine, le royaume s’appelait Guryo (Goryeo), en référence au royaume qui l’avait précédé de 37 av. J.-C. à 668, et qu’on a appelé désormais Koguryo (ou « ancien Guryo ») pour éviter les confusions.

#### Cheorwon (905-918)
En 904, Gung Ye renommait son royaume Majin, dont il déplaçait en 905 la capitale à Cheorwon (Cheolwon, Chorwon), aujourd’hui située dans le district de Cheorwon de la province du Gangwon, en Corée du Sud, à quelques kilomètres de la frontière avec la Corée du nord. À l’époque, Cheorwon n’était alors qu’une forteresse de montagne. Pour en faire une véritable capitale, Gung Ye fit déplacer des populations des environs, notamment de nombreux habitants de Cheongju.
Gung Ye renomma son royaume Taebong (en) en 911. Il couvrait alors la moitié nord de la péninsule coréenne, la moitié sud étant répartie entre le Baekje postérieur au sud-ouest et Silla au sud-est. Au nord du Taebong, Balhae couvrait une superficie beaucoup plus grande, s’étendant profondément dans la Russie actuelle. Quand il fut renversé par Wang Geon en 918, le royaume reprit le nom de Goryeo mais la capitale demeura brièvement à Cheorwon avant d’être transférée à Songak/Kaesong, la capitale précédente de Taebong.

## Période des États du Nord et du Sud
Alors que le royaume de Silla continuait à dominer le sud de la péninsule, le royaume de Balhae (698-926) unifiait le nord.
Daejoyeong, le premier roi de Balhae (de 699 à 719), établit la capitale de son nouveau royaume de Balhae au mont Dongmo au sud de la province actuelle de Jilin.
La capitale du royaume était déplacée plusieurs fois sous le règne du troisième roi de Balhae, Mun de Balhae (ou Dae Heum-mu) (737-793).
- Celle-ci a été Junggyeong, aujourd’hui Dunhua, dans le massif du Changbai, à la frontière actuelle de la Chine et la Corée De 742 à 756.
- Sanggyeong a été capitale de 756 à 785.
- Donggyeong a été capitale de 785 à 793.
- Sanggyeong est redevenue capitale de 793 à 926.

## Période Goryeo (918-1232et1270-1392)
La capitale du royaume de Goryeo a été Gaegyeong (aujourd’hui Kaesong), de 919 à 1232 et de 1270 à 1392.
Lors de l'invasion des forces mongoles en 1232, la cour se réfugie sur l'île Kanghwa qui devient de fait capitale politique du royaume de Goryeo de 1232 à 1270.

## Période Joseon (1392-1897) et Empire coréen (1897-1910)
Au début de son règne, Taejo (1335-1408), premier roi de Joseon (de 1392 à 1398) s’établit à Gaegyeong, la capitale du royaume défait de Goryeo, qui continuera donc à être capitale de 1392 à 1394.
Mais il convenait qu’une nouvelle dynastie possède une nouvelle capitale. Après avoir envisagé plusieurs possibilités, Hanyang, aujourd’hui Séoul, fut choisie en 1394 et renommée Hanseong. Ce sera la capitale pendant plus de cinq siècles. Les travaux commencèrent immédiatement, et le palais Gyeongbokgung put devenir résidence officielle du roi dès 1395. La transformation de cette petite ville en véritable capitale continuera pendant au moins un demi-siècle : construction de palais, de bureaux administratifs, d'établissements d'enseignement, de logements, création d'avenues, etc.

## Les deux Corées

### République de Corée
La capitale de la république de Corée est Séoul. Le choix de la capitale n'a pas un caractère constitutionnel en Corée du Sud.

### République populaire démocratique de Corée (depuis1948)
Selon les différentes constitutions qui se sont succédé, « La capitale de la république populaire démocratique de Corée est Pyongyang ». Cette phrase constitue en effet l'article 149 de la Constitution socialiste de la RPDC (27 septembre 1972), l'article 171 de la constitution du 9 avril 1992, l'article 166 de la constitution du 5 septembre 1998 et l'article 172 de sa révision de 2009.

### Sources et bibliographie
- Breuker, Remco E. (2010) Establishing a Pluralist Society in Medieval Korea, 918-1170: History, Ideology and Identity in the Koryo Dynasty. Brill Academic Publishers, 2010, 484 pp.  (ISBN 978-9004183254)
- Hyung Il Pai (2000) Constructing “Korean” Origins: A Critical Review of Archaeology, Historiography, and Racial Myth in Korean State-Formation Theories. Harvard University Press, coll. "Harvard East Asian Monographs", 2000, 590 pp.  (ISBN 0-674-00244-X).
- Kim Jimwung (2012) A History of Korea: From "Land of the Morning Calm" to States in Conflict. Indiana University Press, 2012, 708 pp.